# Receptor AT2
O Receptor AT2 é uma proteína componente da membrana celular. Faz parte do sistema renina angiotensina aldosterona. Suas ações são grosseiramente antagonistas às do Receptor AT1.

## Ações
- Vasodilatação.
- Diminuição da proliferação celular.
- Diminuição da Angiogênese (formação de novos vasos sangüíneos).
- Aumento da Natriurese (excreção renal de sódio).

## Agonistas (estimulam o receptor)
- Angiotensina II.